# Ursa Mică
Ursa Mică sau Carul Mic (lat. Ursa Minor) este o constelație, destul de mică și slab luminoasă, situată în emisfera nordică a cerului. Își datorează celebritatea celei mai strălucitoare dintre stelele sale,  α Ursae Minoris, steaua care marchează Polul Nord ceresc, Polaris.

## Istoria constelației Ursa Mică
Constelația Ursa Mică, deși este de origine antică (Ptolemeu o cataloga în Almageste), nu prezenta, în acea epocă, marele interes pe care îl prezintă acum întrucât ceea ce denumim acum Polaris nu indica Polul Nord ceresc.
Făcând parte, după toate aparențele, la origine, dintr-o constelație dispărută de mult timp, denumită Aripa Dragonului, se spune că Ursa Mare a fost creată de filosoful și matematicianul grec Thales din Milet, în secolul al VI-lea î.Hr.
Este una dintre cele 48 de constelații notate și inventate de astronomul Ptolemeu în secolul al II-lea și a rămas una dintre cele 88 de constelații moderne.

## Mitologie
Mitologia greacă are legătură cu această constelație: Nimfa Callisto era iubită de Zeus. Când Hera, soția acestuia, le-a descoperit relația, Zeus i-a transformat pe Callisto și pe fiul lor, Arcas, în Ursa Mare și Ursa Mică, ca să-i protejeze. Hera, simțindu-și onoarea ofensată, i-a cerut lui Oceanus să facă dreptate, iar ursele au fost condamnate să se rotească perpetuu în jurul Polului Nord, fără să li se permită să se odihnească sub mare.
Cuvântul arctic provine din cuvântul grecesc arktos, „urs”. 
Un alt mit, potrivit căruia constelația nu ar fi reprezentând un urs ci un câine, a condus ca Steaua Polară să fie denumită, în engleză, uneori,  cynosure, „coada câinelui”, termen împrumutat din greacă: Κυνοσούρα, transliterat: kunosoura, care semnifică, în engleză, și „obiect de interes”.

## Observarea stelelor

### Localizarea Ursei Mici

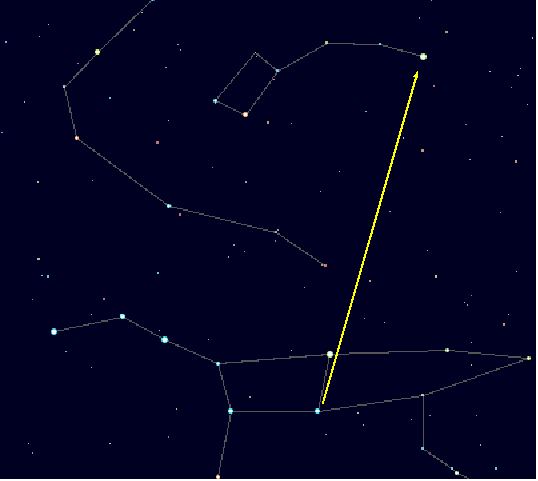
Steaua Polară se poate identifica cu ușurință utilizând stelele Carului Mare.

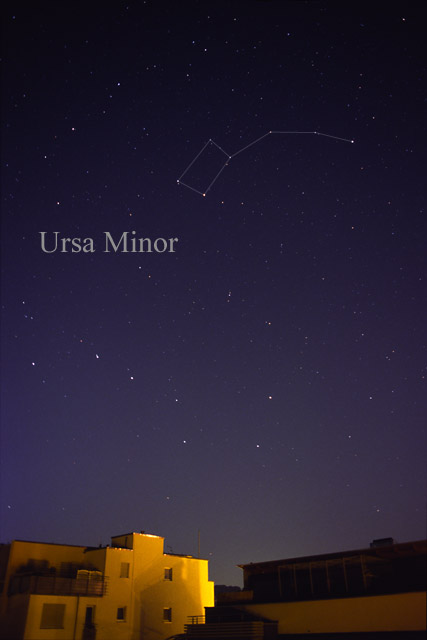
Constelația Ursa Mică văzută cu ochiul liber. Pentru identificarea mai ușoară au fost trasate linii între stele. Mai jos, se disting, cu ușurință, cele șapte stele ale asterismului Carul Mare. Între constelația Ursa Mică și Carul Mic se pot distinge stele care formează coada Dragonului.

Vizibilitatea nocturnă a constelației Ursa Mică.

Ursa Mică se reperează, în general, în raport cu Ursa Mare. O metodă foarte cunoscută permite determinarea poziției stelei α Ursae Minoris, cunoscută cu denumirea de Polaris: trasând o linie imaginară de la Merak la Dubhe (cele două stele din spatele „Carului Mare”), și prelungind de cinci ori distanța dintre cele două stele, după ce s-a depășit coada Dragonului, dacă este vizibilă, se ajunge la Polaris (Steaua Polară), care este singura stea strălucitoare din acest sector al bolții cerești. Ajuns la Polaris prin acest aliniament, Carul Mic este în unghiul drept spre stânga, desenând un arc de cerc spre Ursa Mare. O metodă alternativă pentru găsirea stelei Polaris constă în folosirea, ca punct de plecare, a constelației Cassiopeia.

### Forma constelației
Constelația Ursa Mică este destul de săracă și puțin luminoasă. Inițial nu se văd (Mag 2) decât cele două extreme, (α Ursae Minoris, Steaua Polară) și Kochab (β UMi). Când condițiile sunt un pic mai bune (Mag 4), se distinge „lanțul” care le leagă pe cele două: α UMi, δ UMi, ε UMi, ζ UMi și Kochab (β UMi).
În mod tradițional, Ursa Mică se vede sub forma unui „car mic”, lanțul fiind completat după Kochab, rotind la dreapta, cu γ UMi și η UMi. În fapt, steaua simetrică a γ UMi în raport cu Kochab, 5 UMi, este mai luminoasă decât η UMi, iar acest aliniament de trei stele este mai ușor vizibil decât restul „carului”.
Stelele care înconjoară Kochab la mai mare distanță formează constelația Dragonul.

## Obiecte cerești
Constelația Ursa Mare conține mai multe galaxii: NGC 3172, NGC 5034, NGC 5144, NGC 5939, NGC 6071, NGC 6324 și NGC 6331.
Galaxia spirală barată NGC 6217 (16 h 32 min 29 s ascensie dreaptă, 78° 11' 48" declinație) este cea mai strălucitoare, deși este destul de puțin luminoasă (magnitudine 12,10). 

### α Ursae Minoris(Polaris)
α Ursae Minoris (Steaua Polară sau Polaris) este steaua cea mai strălucitoare din constelațiea Ursa Mică, de altfel singura relativ interesantă. Este steaua cea mai apropiată de polul ceresc, de care o despart doar 44' 9". Din cauza fenomenului precesiei echinocțiilor, acest lucru nu a fost dintotdeauna: în urmă cu mai mult de 4 milenii, prin anul 2700 î.Hr., steaua α Draconis (Thuban) se găsea în această situație. Iar într-un viitor îndepărtat, această onoare îi va reveni stelei Vega (α Lyrae). Polaris se apropie, de altfel, în acest moment, de pol, iar cel mai aproape va fi în 2102, la 27' 31".
Steaua Polară este o supergigantă galbenă, cu o magnitudine aparentă de 1,97. Este cea de-a 45-a cea mai strălucitoare stea de pe bolta cerească. Ea este destul de departe de Sistemul nostru Solar, la 430 de ani-lumină.
Este o stea variabilă cefeidă, care evoluează cu o sutime de magnitudine într-o perioadă de 4 zile.
Această amplitudine a descrescut puternic în ultimele două secole, pentru a deveni aproape nulă în zilele noastre, fără să se știe cauza.
Polaris are și un mic companion care orbitează în jurul ei în 29,6 ani.
Este ușor să se identifice Polaris urmând dreapta trasată imaginar, pornind de la Merak (β Ursae Majoris), trecând prin Dubhe (α Ursae Majoris), cele două stele care formează spatele Carului Mare, și prelungind acest segment de dreaptă de cinci ori.Se poate urma și punctul central al lui „W” din Cassiopeia.

### Alte stele
Celelalte stele notabile ale constelației, Kochab (β UMi) și Pherkad (γ UMi) se situează respectiv la 130 și la 500 de ani-lumină. Prima este de magnitudine aparentă 2,07 și strălucește cât 190 de sori (magnitudine absolută: -0,87), cea de a doua este o stea albă, de magnitudine aparentă 3,00 și de magnitudine absolută -2,84 (strălucește cât o mie de sori); este o variabilă Delta Scuti. 
Cele șapte stele principale ale Ursei Mici (Steaua Polară, Kochab, Pherkad, Akhfa Al Farkadain (ζ UMi), Anwar Al Farkadain (η UMi),
Yildun (δ UMi) și ε UMi) formează un asterism comparabil cu cel al Ursei Mari, în formă de „car”. Contrar asterismului din Ursa Mare (Carul Mare), asterismul Carul Mic nu este foarte luminos; exceptând Steaua Polară, e dificil să fie reperate stelele acestui asterism imediat ce vă aflați într-o zonă cu puțină lumină. 
HD 150706 posedă o planetă cu o masă aproape egală cu aceea a planetei Jupiter și care orbitează în medie la distanța de 0,82 .u.a, în 264 de zile.
| Steaua                     | Magnitudine aparentă | Magnitudine absolută | Distanță (ani-lumină) | Tip spectral |
| -------------------------- | -------------------- | -------------------- | --------------------- | ------------ |
| Polaris (α UMi)            | 1,97                 | -3,64                | 431                   | F7:Ib-IIv SB |
| Kochab (β UMi)             | 2,05                 | -0,87                | 126                   | K4IIIvar     |
| Pherkad (γ UMi)            | 3,00                 | -2,84                | 480                   | A2II-III     |
| Urodelus (ε UMi)           | 4,21                 | -0,92                | 347                   | G5IIIvar     |
| 5 UMi                      | 4,25                 | -0,87                | 345                   | K4III        |
| Akhfa Al Farkadain (ζ UMi) | 4,29                 | -1,02                | 376                   | A3Vn         |
| Yildun (δ UMi)             | 4,35                 | 0,61                 | 183                   | A1Vn         |
| RR UMi                     | 4,63                 | -0,80                | 398                   | M5III        |
| 4 UMi                      | 4,80                 | -1,13                | 500                   | K3III        |
| Anwar Al Farkadain (η UMi) | 4,95                 | 2,58                 | 97                    | F5V          |
| θ UMi                      | 5,00                 | -2,03                | 832                   | K5III        |
| Pherkad Minor (11 UMi)     | 5,02                 | -0,37                | 390                   | K4III        |
| HR 5691                    | 5,15                 | 3,13                 | 83                    | F9IV         |
| HR 5334                    | 5,18                 | -0,50                | 446                   | M2III        |
| 19 UMi                     | 5,48                 | -1,07                | 666                   | B8V          |
| HR 5139                    | 5,50                 | 0,05                 | 401                   | K2III        |

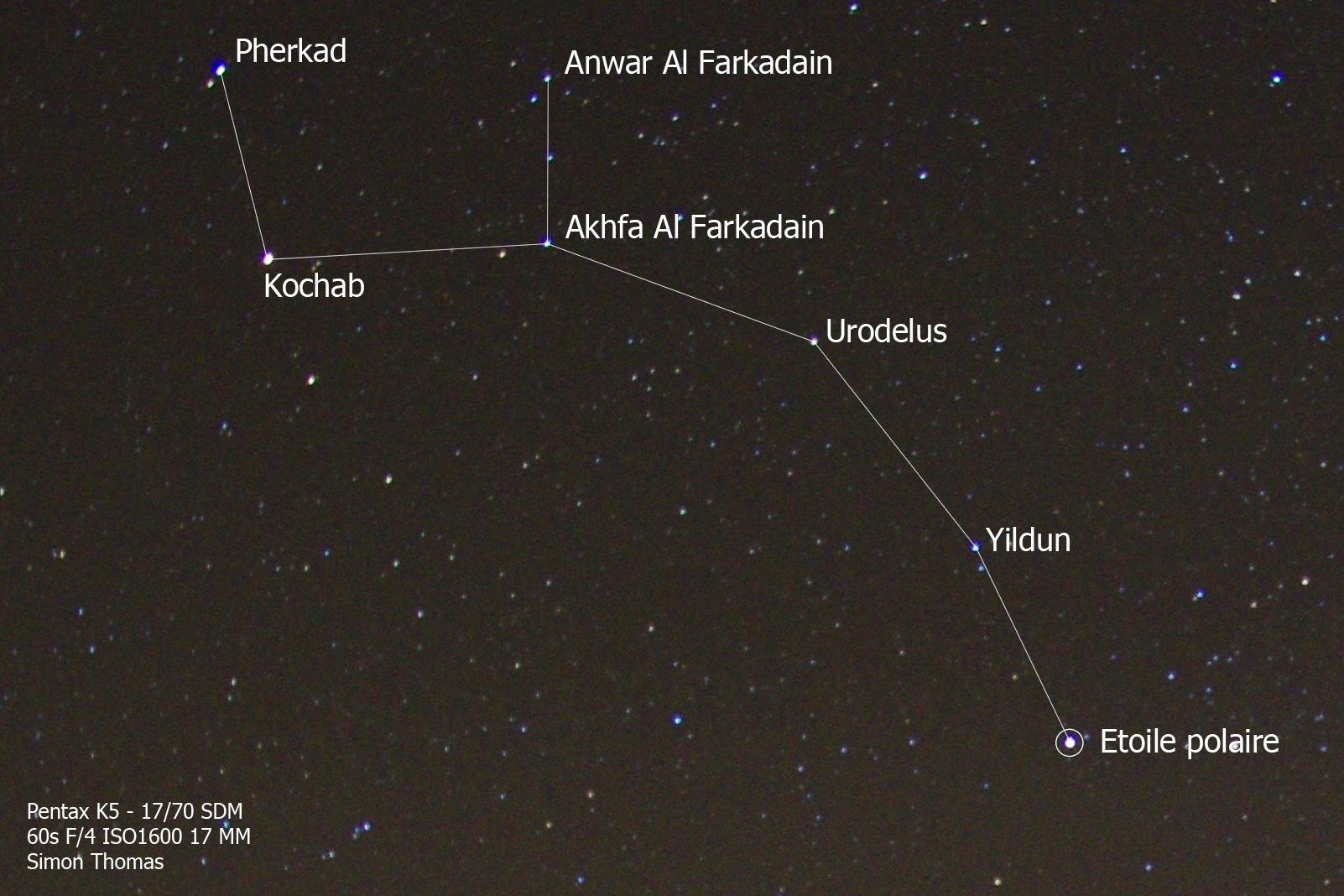
Vedere a Ursei Mici cu cele șapte stele principale ale sale, care formeză asterismul Carul Mic

N.B.: Valorile numerice provin din datele măsurate de satelitul misiunii Hipparcos.

### Asterism
Ursa Mică este denumită, colocvial, Carul Mic, deoarece cele 7 stele luminoase pe care le conține seamănă cu un car (dar există și un alt car, Carul Mare), sau cu un polonic, sau linguriță. În realitate cele șapte stele mai luminoase din constelația Ursa Mică formează un asterism, Carul Mic.